# Vital Dreyfus
Vital Dreyfus (geb. 2. Oktober 1901 in Besançon; gest. Dezember 1942 in den Pyrenäen) war ein französischer Hausarzt und Widerstandskämpfer.

## Biographie
Vital Dreyfus lebte während des Zweiten Weltkriegs mit seiner Frau und seinen beiden Kindern auf dem Boulevard Malesherbes in Paris. Er war mit Johan Hendrik Weidner befreundet, einem niederländischen Widerstandskämpfer gegen die deutsche Besetzung der Niederlande und Gründer des westeuropäischen Fluchtnetzwerkes Dutch-Paris.
Dreyfus wurde Mitglied dieses Netzwerkes: Er begleitete Menschen, die versuchten, über die französisch-schweizerische oder die französisch-spanische Grenze zu fliehen. Ende 1942 wurde er von Weidner gebeten, nach Großbritannien zu reisen. Er sollte sich mit den dortigen niederländischen Behörden über die Verbesserung der Verbindungen von den Niederlanden nach Frankreich, in die Schweiz und nach Spanien beraten. Bei dem Versuch, Spanien über die Pyrenäen zu erreichen, geriet Dreyfus in einen Schneesturm, und er erfror. Sein Leichnam wurde erst gefunden, nachdem der Schnee im März 1943 geschmolzen war.
Vital Dreyfus wurde in Planoles bei Girona in Spanien beigesetzt. Posthum wurde er am 24. Mai 1950 vom niederländischen Staat mit dem Verzetskruis geehrt.